# Ernst Schröder
Friedrich Wilhelm Karl Ernst Schröder (Mannheim, 25 novembre 1841 – Karlsruhe, 16 giugno 1902) è stato un matematico tedesco, principalmente conosciuto per i suoi studi sulla logica algebrica.

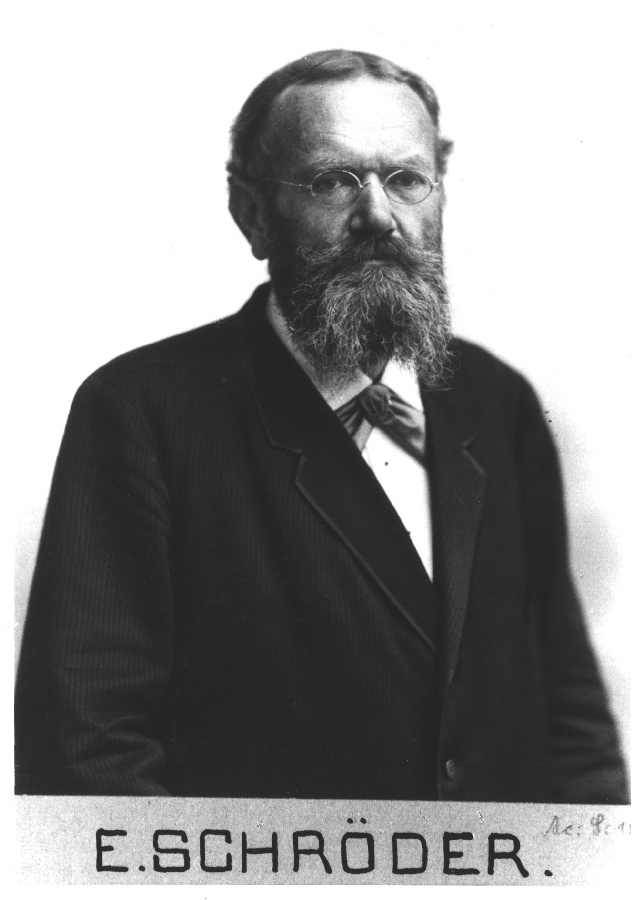
Ernst Schröder

Figura di spicco nell'ambito della logica matematica (termine da lui inventato), sviluppò i lavori di George Boole, Augustus De Morgan, Hugh MacColl e Charles Peirce. La sua opera più nota è Vorlesungen über die Algebra der Logik (Lezioni sull'algebra della logica), in tre volumi, i quali aprirono, all'inizio del ventesimo secolo, la strada agli studi sulla logica come branca a sé stante della Matematica. In questa opera Schröder sistematizzò i diversi tentativi di trasformare la logica classica in logica matematica.

## Vita
Schröder studiò matematica a Heidelberg, Königsberg e Zurigo, sotto la guida di Otto Hesse, Gustav Robert Kirchhoff e Franz Ernst Neumann. Dopo aver maturato una prima esperienza d'insegnamento, si trasferì nel 1874 a Darmstadt, presso la locale "Technische Hochschule". Due anni dopo gli venne assegnata una cattedra presso la Polytechnische Schule di Karlsruhe, dove trascorse il resto della sua vita. Non si è mai sposato.

## Lavori
Il primo scritto di Ernst Schröder sull'algebra e sulla logica formale fu scritto senza tener conto dei lavori dei logici inglesi George Boole e Augustus De Morgan. I suoi lavori presero invece spunto dai testi di Martin Ohm, Hermann Hankel, Hermann Grassmann e Robert Grassmann, scritti seguendo la scuola tedesca di algebra combinatoria e analisi algebrica (Peckhaus 1997: 233-296). Nel 1873, Schröder venne a conoscenza dei lavori sulla logica di Boole e De Morgan, ai quali aggiunse alcuni concetti sviluppati da Charles Peirce, fra i quali le nozioni di sussunzione e quantificazione.
Schröder diede anche contributi originali ad algebra, teoria degli insiemi, teoria dei reticoli, insiemi ordinati e numeri ordinali. Contemporaneamente a Georg Cantor, scoprì il teorema di Cantor–Bernstein–Schröder, sebbene la dimostrazione di Schröder (1898) non fosse corretta: Felix Bernstein (1878-1956) la corresse nella sua tesi di dottorato.

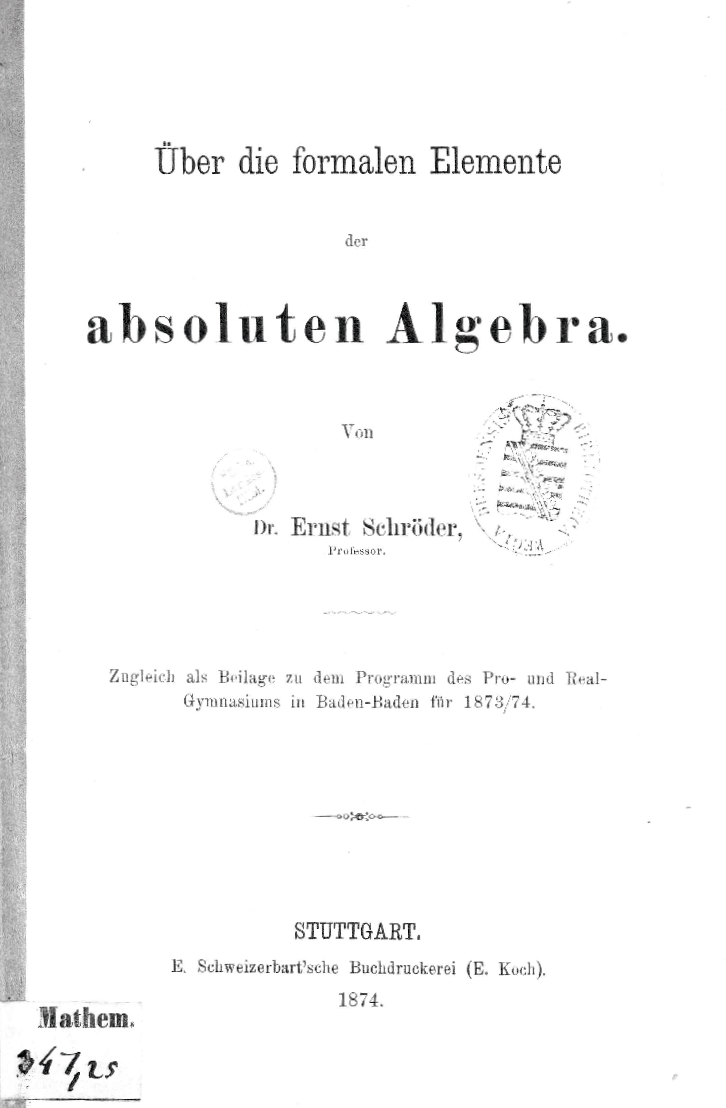
Frontespizio della prima stampa del trattato:"Über die formalen Elemente der absoluten Algebra"

Schröder (1877) divulgò le idee di Boole di algebra e di logica, rendendo i suoi lavori noti ai lettori dell'Europa continentale. L'influenza su di lui dei due Grassmann, e in particolare quella di Robert, è evidente. Al contrario di Boole, Schröder diede molto peso all'idea di dualità. John Venn e Christine Ladd-Franklin accennarono a questo lavoro di Schröder e Charles Peirce lo utilizzò come testo durante la sua esperienza come docente presso l'Università Johns Hopkins. 
L'opera principale di Schröder, Vorlesungen über die Algebra der Logik, fu pubblicata in tre volumi, fra il 1890 e il 1905, a spese dell'autore. Il terzo volume è diviso in due parti, la seconda delle quali fu pubblicata postuma da Eugen Müller. Il trattato è un compendio di logica algebrica (oggi diremmo logica matematica) ed ebbe, alla fine del diciannovesimo secolo, una notevole influenza nel consolidare in quel periodo la logica come disciplina. Del trattato, solo una piccola parte fu tradotta in lingua inglese; la traduzione, unitamente ad un'analisi dell'intera opera, si può trovare nei lavori di Brady (2000) (si veda anche Grattan-Guinness [2000: 159-76]).
Nel 1891 Edmund Husserl pubblicò un'importante recensione critica del primo volume delle Vorlesungen.
Il disegno generale di Schröder fu quello di "organizzare la logica come atto computazionale in grado di manipolare formalmente concetti normalmente pensati come relativi. Ciò avrebbe potuto, secondo la visione di Schröder, estendere gli ambiti della filosofia e preparare il terreno per una trasformazione del linguaggio naturale in un linguaggio universale basato più sui segni che sulle parole.
L'influenza del lavoro di Schröder sul primo sviluppo del calcolo predicativo, dovuta principalmente alla diffusione dei lavori di Peirce sulla quantificazione, è importante almeno quanto quello svolto da Frege o da Peano.
A riprova dell'influenza del lavoro di Schröder sui logici anglosassoni dei primi del ventesimo secolo, si veda Clarence Irving Lewis, A Survey of Symbolic Logic (1918) e la prefazione dei Principles of Mathematics (1903) di Bertrand Russell.
Frege in ogni caso non diede evidenza al lavoro di Schröder, e questo suo atteggiamento fece crescere l'ammirazione nei suoi confronti durante le discussioni seguenti. Hilary Putnam scrisse però:
"Quando iniziai a seguire le tracce dell'ultimo Storia della logica/sviluppo della logica, la prima cosa che feci fu quella di cercare l'opera di Schröder Vorlesungen über die Algebra der Logik in cui il terzo volume tratta di logica sull'algebra relazionale e relazioni (Algebra und Logik der Relative, 1895). I tre volumi acquisirono immediata popolarità nel campo della logica avanzata, in quanto essi includevano tutto il sapere di cui che ogni matematico dell'epoca, interessato alla logica, avesse mai potuto disporre."
"Mentre, per quanto ne so, nessuno, eccetto Frege stesso, ha mai pubblicato un articolo usando la notazione di Frege, molti famosi logico-matematici adottarono le notazioni di Peirce-Schröder tramite cui furono pubblicati i più importanti risultati. Leopold Löwenheim dichiarò e dimostrò il teorema (più tardi ridimostrato e migliorato da Thoralf Skolem, il cui nome venne in seguito aggiunto a quello di Löwenheim) secondo la notazione di Peirce. In effetti, il lavoro di Löwenheim non fa riferimento a nessun'altra logica a parte quella di Peirce."
"Un altro esempio che è opportuno prendere in considerazione è il seguente: Zermelo presentò i suoi assiomi per la teoria sugli insiemi secondo la notazione di Peirce-Schröder, e non, come ci si poteva aspettare, con la notazione di Russell-Whitehead."
"Si può quindi affermare (e ciascuno può verificarlo) che Frege certamente scoprì prima il quantificatore (4 anni prima di Mitchell, come si evince dalla data di pubblicazione, che è tutto quello che possiamo affermare finora). Però Leif Ericson probabilmente scoprì l'America prima (perdonatemi per il non aver citato i nativi americani, i primi a “scoprirla”); se l'effettiva scoperta è da attribuirsi a Cristoforo Colombo, si può parlare di “scoperta” solo da un punto di vista europeo, in quanto per loro iniziò ad esistere da quel momento). Allo stesso modo, Frege “scoprì” il quantificatore, nel senso di avere il diritto legale a sostenerne la priorità, ma Peirce e i suoi studenti lo scoprirono effettivamente. La verità è che finché Russell non ne apprezzò il lavoro, Frege era semisconosciuto, mentre Pierce era quello maggiormente riconosciuto dalla comunità della logica matematica. Quante persone, che pensano che Frege inventò la logica, sono consapevoli di questo?"